# Sonne International
SONNE-International (Support Organization for Non-Formal Needed Education) ist ein 2002 gegründeter gemeinnütziger Verein mit dem Hauptquartier in Wien.
Weitere Büro-Standorte sind Yangon (Myanmar) und Dhaka (Bangladesch). Die Hilfsorganisation betreibt Bildungs- und Ausbildungsprogramme, medizinische Versorgung und ländliche Entwicklungsprojekte in Afrika und Asien. Der Tätigkeitsschwerpunkt liegt vor allem auf der Aus- und Weiterbildung junger benachteiligter Menschen.
Schwerpunktländer sind Äthiopien, Bangladesch, Indien und Myanmar. Seit 2006 ist SONNE-International Träger des Österreichischen Spendengütesiegels, seit 2009 können Spenden an SONNE-International steuerlich abgesetzt werden.
Obmann und Mitbegründer ist Erfried Malle, der gemeinsam mit der Ärztin Susanne Prügger die Organisation aufbaute. 2011 wurde Malle als „Österreicher des Jahres für humanitäres Engagement“ im Rahmen der ORF-Presse-Gala Austria‘11 ausgezeichnet.
Zurzeit (Stand Oktober 2020) betreibt der Verein in den vier Schwerpunktländern u. a. 23 Schulen und 3 Schüler- und Studentenheime sowie 4 Tagesbetreuungsstätten und mehrere handwerkliche Ausbildungsstätten für Jugendliche, in denen kontinuierlich rund 3000 Schüler ausgebildet bzw. betreut werden. Ca. 150.000 Menschen erhalten durch die Projekte von SONNE-International Zugang zu medizinischer Basisversorgung (durch Krankenstationen sowie mobile medizinische Teams). Einkommensschaffung, Frauenförderung und Katastrophenhilfe sind weitere Schwerpunkte.

## Leitbild
Der Verein setzt sich für eine Welt ein, in der alle Menschen über adäquaten Zugang zu Bildung, Ausbildung, sauberem Wasser, gesunder Nahrung, medizinischer Versorgung und Einkommen verfügen. Mit diesem Ansatz will der Verein Armut verringern und die Lebensbedingungen benachteiligter Menschen nachhaltig verbessern, um ihnen die Chance auf ein selbstbestimmtes Leben zu ermöglichen.

## Geschichte
Die Vision von Erfried Malle und Susanne Prügger, benachteiligten und verarmten Menschen in den Slums von Bangladesch zu helfen, wurde 2002 mit der Vereinsgründung von SONNE-International in Wien in die Tat umgesetzt. Nachhaltige und eigenständige Entwicklung vor Ort zu fördern war von Anfang an das Leitmotiv des Vereins. Die erste Projektumsetzung war der Aufbau einer medizinischen Ambulanz in einem Armenviertel in Bangladesch. Im Jahr 2003 folgte ein handwerkliches Trainingszentrum für Jugendliche in Dhaka und ein Jahr später der Bau von zehn Dorfschulen in entlegenen Dörfern ethnischer Minderheiten in Bangladesch, im Grenzgebiet zu Myanmar. In den folgenden Jahren wurden die regionalen Tätigkeitsbereiche um Äthiopien, Myanmar und Indien erweitert. Seit 2009 ist SONNE-International in Bangladesch als internationale Nichtregierungsorganisation unter dem Namen „SONNE-International Austria-Bangladesh Branch“ offiziell registriert. Seit 2015 ist SONNE-International als eigenständige lokale NGO in Myanmar unter dem Namen „Sonne Social Organisation“ (SSO) vertreten.

## Strategie und Projektschwerpunkte
Der Verein verfolgt einen ganzheitlichen Ansatz, der sich auf die gesamte Lebenssituation von jungen Menschen und benachteiligten Gesellschaftsgruppen konzentriert. Ziel von SONNE-International ist es, lokale Strukturen aufzubauen und zu unterstützen, die sich mit Bildungs- und Ausbildungsaktivitäten beschäftigen und darauf abzielen, durch eigenständiges Einkommen ein selbstbestimmtes Leben zu führen. Alle Projekte werden in Zusammenarbeit mit lokalen Partnerorganisationen und Zweigstellen von SONNE-International durchgeführt. Dadurch werden Eigenständigkeit, Nachhaltigkeit und Notwendigkeit aller Aktivitäten garantiert.
Vier Projektschwerpunkte
1. Stärkung der Lebensbasis: Gesundheitsprojekte, Wasserversorgung, Grundversorgung, Katastrophenhilfe
2. Alphabetisierung, Bildung: Grundschulbildung, informelle und alternative Schulbildung, Patenschaften für Schulkinder
3. Handwerkliche Ausbildung und Einkommensschaffung
4. Aufklärungsarbeit: Frauen- und Demokratieförderung, Hygiene- und Gesundheitsaufklärung, Bildungsberatung, Kampf gegen die weibliche Genitalverstümmelung (FGM)

## SONNE-Projekte weltweit

### Äthiopien
Die Organisation betreibt seit 2005 Projekte in der Afar-Region. Die Zusammenarbeit findet mit der lokalen Partnerorganisation Afar Pastoralist Development Association (APDA) statt, deren primäre Zielgruppe die semi-nomadisch lebenden Viehhirten (Pastoralisten) sind. Die Projektschwerpunkte zielen auf Bildung (mobile Alphabetisierung, informelle Schulbildung und weiterführende Bildung für begabte Schüler), Gesundheit (medizinische Basisversorgung, Hilfe für werdende Mütter), Aufklärung (Hygiene, Weibliche Genitalverstümmelung) und Wasserversorgung (Wasserspeicher, Brunnenausbau) ab. Die Projektgebiete befinden sich in den Zonen 3 und 4 in den Bezirken (Woredas) Gawaani, Gelaalu, Uwwa, Awra und Chifra.

### Bangladesch
Bangladesch ist das erste Land, in dem der Verein mit seinen eigenen Projekten tätig wurde (2002). Die Organisation ist in Bangladesch als internationale NGO registriert und beschäftigt über 80 lokale Mitarbeiter im Land (Stand Oktober 2020). Das in Dhaka eingerichtete Koordinationsbüro ist für die Abwicklung aller lokalen Projekte verantwortlich.
Die drei Projektgebiete liegen in der Region Chittagong Hill Tracts, im Bezirk Cox’s Bazar und in der Region Sherpur. Kinder und Jugendliche aus ethnischen Minderheiten, Flüchtlinge und benachteiligte Bevölkerungsgruppen zählen zur Hauptzielgruppe. Mit dem Konzept von vielen kleinen Dorfschulen bekommen Kinder, die in weit entfernten Regionen leben, eine Chance auf Schulbildung. Die Organisation betreibt elf Dorfvolksschulen sowie eine Hauptschule in den Chittagong Hill Tracts und acht weitere Volksschulen sowie eine Hauptschule im Distrikt Sherpur. Außerdem führt SONNE-International je ein Schülerheim in Alikadam (Distrikt Bandarban) und Jhenaigati (Distrikt Sherpur) sowie ein Studentenheim in der Hauptstadt Dhaka. Besonders talentierte Schüler werden mithilfe eines Patenschaftsprogramms bis zum Abschluss eines Universitätsstudiums unterstützt.
In Alikadam und Jhenaigati betreibt SONNE-International auch handwerkliche Ausbildungsstätten für marginalisierte Jugendliche (vor allem Frauen), in denen Schneiderei-, Weberei- und Computerausbildungen angeboten werden.
Seit 2017 betreibt der Verein im Flüchtlingslager von Kutupalong, Cox’s Bazar, eine Notfallambulanz für ca. 50.000 aus Myanmar geflohene Rohingya. Eine weitere Notfallstation wurde für die stark in Mitleidenschaft gezogene verarmte Bevölkerung außerhalb des Lagers in Betrieb genommen. Mehrere Dörfer in der Umgebung wurden von einem mobilen Team medizinisch versorgt.

### Indien
Seit 2012 engagiert sich der Verein im Bundesstaat Bihar im Distrikt Gaya an den drei Standorten Bakrour, Sujata und Basadhi mit Bildungsprojekten. In Bakrour wurde 2012 ein von dem österreichischen Arzt Fridolin Stögermayer 1999 ins Leben gerufenes Schulprojekt übernommen. Erstmals erhalten in diesem Gebiet Kinder aus der untersten Kaste (Dalits) eine Schulbildung. Seither betreut und vergrößert die Organisation dieses Schulprojekt kontinuierlich.
Im Projektgebiet bietet SONNE-International für ihre 350 Schüler ein umfangreiches Sportprogramm an. Durch Selbstverteidigungskurse (Karate) – vor allem für Mädchen – wird ein wesentlicher Beitrag zur Konfliktprävention sowie gegen sexuelle Belästigungen und Übergriffe geleistet.
Zusätzlich werden die Schüler bei Bedarf medizinisch betreut.

### Myanmar
Der Verein engagiert sich seit 2008 in Myanmar, wo die Zusammenarbeit mit einem lokalen Team vor Ort stattfindet. 2015 wurde die lokale NGO SONNE-Social Organisation (SSO) in Myanmar offiziell gegründet. Die Projekte, deren Fokus auf Bildung, Ausbildung, medizinischer Versorgung und Integration ethnischer Minderheitsgruppen und Randgruppen liegt, sind in benachteiligten Vierteln von Yangon und Umgebung angesiedelt.
SONNE-International betreibt drei Tagesbetreuungsstätten sowie (seit 2019) ein Förderzentrum für marginalisierte Kinder, wo diese kostenlos eine tägliche Mahlzeit, medizinische Versorgung sowie vielfältige Förderung, Betreuung und Ausbildung erhalten. Marginalisierte Jugendliche können in mehreren Trainingseinrichtungen Handwerksausbildungen zur Einkommensgenerierung in den Bereichen Schneiderei, Korbflechterei und Computertraining absolvieren.
Ein medizinischer Notfallfonds ermöglicht allen begünstigten Kindern und Jugendlichen eine medizinische Basisversorgung.

## Finanzierung und Förderung
Der eigenständige Verein finanziert sich durch Kooperationen mit Privatunternehmen, Firmen, Stiftungen, Sponsoren, sowie durch öffentliche Fördergeber, Patenschaften, Mitgliedsbeiträge und private Spenden. Projektpaten übernehmen entweder die Grund- oder die Co-Finanzierung eines Projektes. Geldspenden sind in Österreich und Deutschland seit dem 1. Januar 2009 steuerlich absetzbar.

## Auszeichnungen
- NGO des Jahres 2005:  3. Platz bei der Wahl zur „NGO des Jahres 2005“ von Glocalist.
- Seit 2006 ist die Organisation mit dem Spendengütesiegel ausgezeichnet.[23]
- 2018: Wirtschaft hilft! Für die beste Partnerschaft zwischen einem Unternehmen und einer NGO wurde das von SONNE-International gemeinsam mit dem österreichischen Firmenpartner MEDIACOM betriebene Äthiopien-Projekt als Siegerprojekt in der Kategorie KMU (Kleine und mittlere Unternehmen) ausgezeichnet.[24]